# 贛南道
贛南道，中华民国初期的道。
民國3年（1914年）4月置贛南觀察使，5月改置道尹，為要缺，二等。駐贛縣（今江西省贛州市）。轄贛縣、雩都、信豐、興國、會昌、安遠、尋鄔、龍南、定南、虔南、大庾、南康、上猶、崇義、寧都、瑞金、石城等17縣。民國16年（1927年）廢。 